# Maruhana
Maruhana (Transkription von japanisch 丸鼻 ‚Runde Nase‘) ist eine Landspitze an der Kronprinz-Olav-Küste des ostantarktischen Königin-Maud-Lands. Sie ist eine der beiden westlichen Ausläufer der Shinnan Rocks an der Westflanke des Shinnan-Gletschers.
Japanische Kartographen kartierten sie anhand von Luftaufnahmen aus dem Jahr 1962 sowie Vermessungen aus dem Jahr 1974. Die deskriptive Benennung erfolgte 1977.